# Област Ацуми
Област Ацуми (јап. 渥美郡) Atsumi-gun је рурална област која се налази у јужном делу префектуре Аичи, Јапан. Ова област је смештена на Ацуми полуострву и на Микава плажи. Као резултат различитих консолидације и спајања општина, 2005. године у тој области су били градови Тојохаши и Тахара. 
Од 2004. године (тада су доступни посљедњи подаци пре њеног распада), област је имала 21.657 становника и густину насељености од 263,5 становника по км². Укупна површина је 82,18 km².

## Историја
Ацуми је један од древних области на југу Провинцијее Микава и има је у евиденцији у Нара периоду. Због своје географске блискости Провинцији Исе, током Нара и Хеиан периода, великим делом њене површине управљао је као шоен под контролом Исе Схрине или под директном контролом царске породице. Током периода Муромачи је Исшики клан је уздигао област до врхунца, али након што се завршио Онин рат власт је преузео клан Тода, који је изградио палату Тахара. Међутим, у периоду Сенгоку период, Дои оспорава све веће снаге клана Макино и клана Мацудаира на северу, а Имагава клан према истоку. У Едо периоду, у току Шогунат Токугаваа, већином округа је управљано од стране феудалних ратника који су припадали Тахара власти, Јошида власти и Хатагамура власти. Након Меиџи револуције, област је спојена Аичи префектури.
У катастарској реформи раног Меиџи периода, 1. октобра, 1889, Ацуми област је подељена у једану варош (Тојохаши) и 32 села (35 села у 1891. због реорганизације). Тахара је подигнута на статус вароши 3. октобра 1892, а затим село Окава 23. јуна 1893. и Фукуе 22. фебруара 1897. У оквиру консолидације у мају 1906., створена је варош Фукагава, а преостали број села је смањен са 33 на 10. Тојохаши је такође подигнут на статус града 1. августа, 1906. Тојохашију се припајају два суседна села у 1932., остављајући округ са три града и осам села.
После Другог светског рата, у другом колу консолидације у 1955., варош Футагава спојио се са вароши Тојохаши, и настаје варош Ацуми. статус вароши добија Акабане 1. новембра 1958. године, па област је остала са само три вароши.
- 20. августа 2003. - варош Тахара апсорбује варош Акабане и настаје град Тахара.
- 1. октобра, 2005 - варош Ацуми је спојен у Тахару и као резултат овог спајања област Ацуми је угашена.